# レイトン教授とさまよえる城
『レイトン教授とさまよえる城』（レイトンきょうじゅとさまよえるしろ）は、小学館より2008年12月19日に発売された小説。原案・監修は株式会社レベルファイブ、著者は柳原慧。

## 概要
本作はレイトン教授シリーズ初のノベル作品となっている。サイズはB6判で、全319ページ。

## あらすじ
舞台はロンドン。ウィンストン・ヒルに来ていたルークは、空に浮かぶ巨大な城を目撃する。グレッセンヘラーカレッジの考古学の教授を務める、エルシャール・レイトンに相談すると、他にもその城を目撃し、行方不明になっている人物がいる事を知る。2人は、さまよえる城の正体と、行方不明になった人物を探しに、ノースランド地方へと向かう…。

## 登場人物
エルシャール・レイトン
本作の主人公。イギリスのロンドンにあるグレッセンヘラーカレッジで考古学を教える教授。ナゾ好きでも有名で、様々なナゾを解いては新聞に取り上げられ、ロンドンではちょっとした有名人でもある。如何なるときでも英国紳士としての振る舞いを忘れない。
ルーク少年
自称レイトンの弟子。動物と話すことが出来るという特技を持つ。
アンドルー・シュレーダー
レイトンの師。顔の下半分に真っ白なヒゲを蓄えた考古学者。
トーマス・マクルーハン
行方不明になった男性。シュレーダーとは古くからの友人。
ジェレミー・キャンベル
レイトンの友人で、天才的な科学者。また、キャンベル一族の次期当主でもある。
チェルミー警部
スコットランドヤードの敏腕警部。好物は妻が作るスイートポテト。
バートン
チェルミーの片腕で、巡査。どこか抜けているところがある。

## ナゾ
ナゾ制作は、ゲーム本編のナゾも担当している小野寺紳による。イラストは高村律欧。全8問収録。

## 書誌情報
- 2008年12月23日初版発行（12月18日発売）[1]、ISBN 9784092897175